# Niger Delta Development Commission

NDDC Port Harcourt Gebäude

Die Niger Delta Development Commission (NDDC) ist eine Bundesbehörde, die im Jahr 2000 vom ehemaligen nigerianischen Präsidenten Olusegun Obasanjo gegründet wurde, mit dem alleinigen Auftrag, die ölreiche Nigerdelta-Region Nigerias zu entwickeln. Im September 2008 kündigte Präsident Umaru Yar’Adua die Gründung eines Ministry of Niger Delta Affairs an, wobei die Niger Delta Development Commission ein halbstaatliches Unternehmen unter dem Ministerium werden sollte.  Eines der Kernmandate der Kommission besteht darin, die Jugendlichen der ölreichen Nigerdelta-Regionen auszubilden und zu erziehen, um Feindseligkeiten und Militanz einzudämmen und gleichzeitig wichtige Infrastrukturen zu entwickeln, um die wirtschaftliche Diversifizierung und Produktivität zu fördern.

## Hintergrund
Die NDDC wurde weitgehend als Reaktion auf die Forderungen der Bevölkerung des Nigerdeltas gegründet. Ein bevölkerungsreiche Gebiet, das von einer Vielzahl ethnischer Minderheiten bewohnt wird. In den 1990er Jahren gründeten diese ethnischen Gruppen, insbesondere die Ijaw und die Ogoni, Organisationen, um der nigerianischen Regierung und multinationalen Ölkonzernen wie Shell entgegenzutreten. Die Minderheiten des Nigerdeltas agitieren weiterhin und fordern mehr Autonomie und Kontrolle über die Erdölressourcen der Region. Sie begründen ihre Beschwerden mit der massiven Umweltzerstörung und Verschmutzung durch die Ölaktivitäten in der Region seit den späten 1950er Jahren. Die Minderheitengemeinschaften in den Ölfördergebieten erhalten jedoch kaum oder gar keine Unterstützung von der Ölindustrie, und die Maßnahmen zur Umweltsanierung sind begrenzt und vernachlässigbar. Die Region ist stark unterentwickelt und selbst nach nigerianischen Maßstäben hinsichtlich der Lebensqualität arm.
Mitunter kam es zu gewaltsamen Auseinandersetzungen mit dem Staat, den Ölkonzernen und anderen Gemeinschaften, die die Ölproduktion behinderten, da unzufriedene Jugendliche oder Organisationen die Ölförderung gezielt störten, um Veränderungen herbeizuführen. Diese Störungen waren für die nigerianische Ölindustrie äußerst kostspielig, und sowohl die multinationalen Konzerne als auch die Bundesregierung haben ein Eigeninteresse an der Aufrechterhaltung ungestörter Ölförderung. Die NDDC ist eine Reaktion auf diese Bedenken und ein Versuch, die Forderungen der Bevölkerung im Delta zu erfüllen.

## Mandat und Operationen
Das NDDC-Mandat:
- Formulierung von Strategien und Leitlinien für die Entwicklung des Nigerdeltas.
- Konzeption, Planung und Umsetzung von Projekten und Programmen zur nachhaltigen Entwicklung des Nigerdeltas in den Bereichen Verkehr (einschließlich Straßen, Anlegestellen und Wasserwege), Gesundheit, Beschäftigung, Industrialisierung, Landwirtschaft und Fischerei, Wohnungsbau und Stadtentwicklung, Wasserversorgung, Elektrizität und Telekommunikation gemäß festgelegten Regeln und Vorschriften.
- Untersuchung des Nigerdeltas, um die notwendigen Maßnahmen zur Förderung seiner physischen und sozioökonomischen Entwicklung zu ermitteln.
- Ausarbeitung von Masterplänen und Programmen zur Förderung der physischen Entwicklung der Nigerdelta-Region und der Einschätzung der Mitgliedsstaaten der Kommission.
- Umsetzung aller von der Bundesregierung und den Kommissionsstaaten beschlossenen Maßnahmen zur Entwicklung der Nigerdelta-Region.
- Identifizieren von Faktoren, die die Entwicklung der Nigerdelta-Region behindern, und Unterstützung der Mitgliedsstaaten bei der Formulierung und Umsetzung von Richtlinien, um eine solide und effiziente Verwaltung der Ressourcen der Nigerdelta-Region sicherzustellen.
- Bewertung und Berichterstattung aller Projekte, die in der Region von Öl- und Gasunternehmen und anderen Unternehmen, einschließlich Nichtregierungsorganisationen, finanziert oder durchgeführt werden, sowie Gewährleistung der ordnungsgemäßen Verwendung der für solche Projekte freigegebenen Mittel.
- Bewältigung ökologischer und umweltbezogener Probleme, die sich aus der Ölförderung im Nigerdelta ergeben. Beratung der Bundesregierung und der Mitgliedsstaaten bei der Verhütung und Eindämmung von Ölverschmutzungen, Gasabfackelungen und Umweltverschmutzung.
- Zusammenarbeit in allen Fragen der Umweltverschmutzung sowie deren Prävention und Kontrolle mit den verschiedenen Unternehmen, die nach Öl, Mineralien und Gas suchen und diese produzieren.
- Durchführung anderer Arbeiten und Wahrnehmung anderer Aufgaben, die nach Ansicht der Kommission für die nachhaltige Entwicklung der Nigerdelta-Region und ihrer Bevölkerung erforderlich sind

## Abgebrochene oder unvollständige Projekte und Programme
Bis 2021 wurden mehr als 13.000 Projekte und Programme des NDDC entweder aufgegeben oder sind noch nicht abgeschlossen. Die Agentur soll zwischen 1999 und 2021 6 Billionen Naira (₦) erhalten haben. 953 der aufgegebenen Projekte befinden sich im Bundesstaat Rivers. Präsident Mohammed Buhari hat von 2001 bis 2019 eine forensische Prüfung des NDDC angeordnet. Dies führte zur Kündigung von Verträgen, bei denen auf der Vertragsstelle keine Aktivitäten stattgefunden hatten.

### Glasfaser/Telekommunikation und Ölverschmutzung
Im Dezember 2015 startete die NDDC ein dreimonatiges Doppelzertifizierungsprogramm, das Milliarden von Naira kostete und zwei Monate nach Beginn der Schulung abgebrochen wurde. Es handelte sich um die Schulungen Glasfaser/Telekommunikation (Owerri) und Ölverschmutzungsmanagement (Port Harcourt) für Jugendliche im Nigerdelta. Die beiden Programme wurden von der NDDC und ihrem Auftragnehmer Alex Duke (CEO von GreenData Limited) abgebrochen. GreenData ließ die 200 Auszubildenden in verschiedenen Hotels in Owerri im Stich. Wir schreiben das Jahr 2019 und die Programme sind immer noch nicht abgeschlossen. Weder die Präsidentschaft noch die NDDC, ihr Auftragnehmer Alex Duke, haben gesagt, wann die Schulungen wieder aufgenommen werden. Diese und andere Probleme haben den aktuellen Vorstand der Kommission dazu bewegt, einige Verträge zu kündigen. Dies ist nicht das erste Mal, dass Verträge im Wert von Milliarden von Naira abgebrochen wurden und Gelder in private Taschen fließen, was die NDDC in das Visier der Präsidentschaft gebracht hat. Eine der Kernaufgaben der Kommission besteht darin, die Jugendlichen der ölreichen Nigerdelta-Regionen auszubilden und zu unterrichten, um Feindseligkeiten einzudämmen und die Armut zu verringern.

### Aufgrund der Pandemie verschoben
Im Jahr 2020 beauftragte die NDDC-Geschäftsleitung das G2TEL-Konsortium (George Oruma), einen freiberuflichen Umwelt- und Ingenieurexperten, mit der Entwicklung und Beschaffung von Müllwagen für die Nutzung und Abfallentsorgung der Bundesstaaten der Nigerdelta-Entwicklungskommission. Aufgrund der Pandemie und anderer Umstände, die den Betrieb weltweit beeinträchtigen, wurde das Projekt auf 2021 verschoben. Für das gesamte Projekt, einschließlich Wartung, sind 65 Millionen US-Dollar veranschlagt. Die Lieferung von Müllwägen ist für 2025 geplant.

## Geschäftsführender Vorsitzende

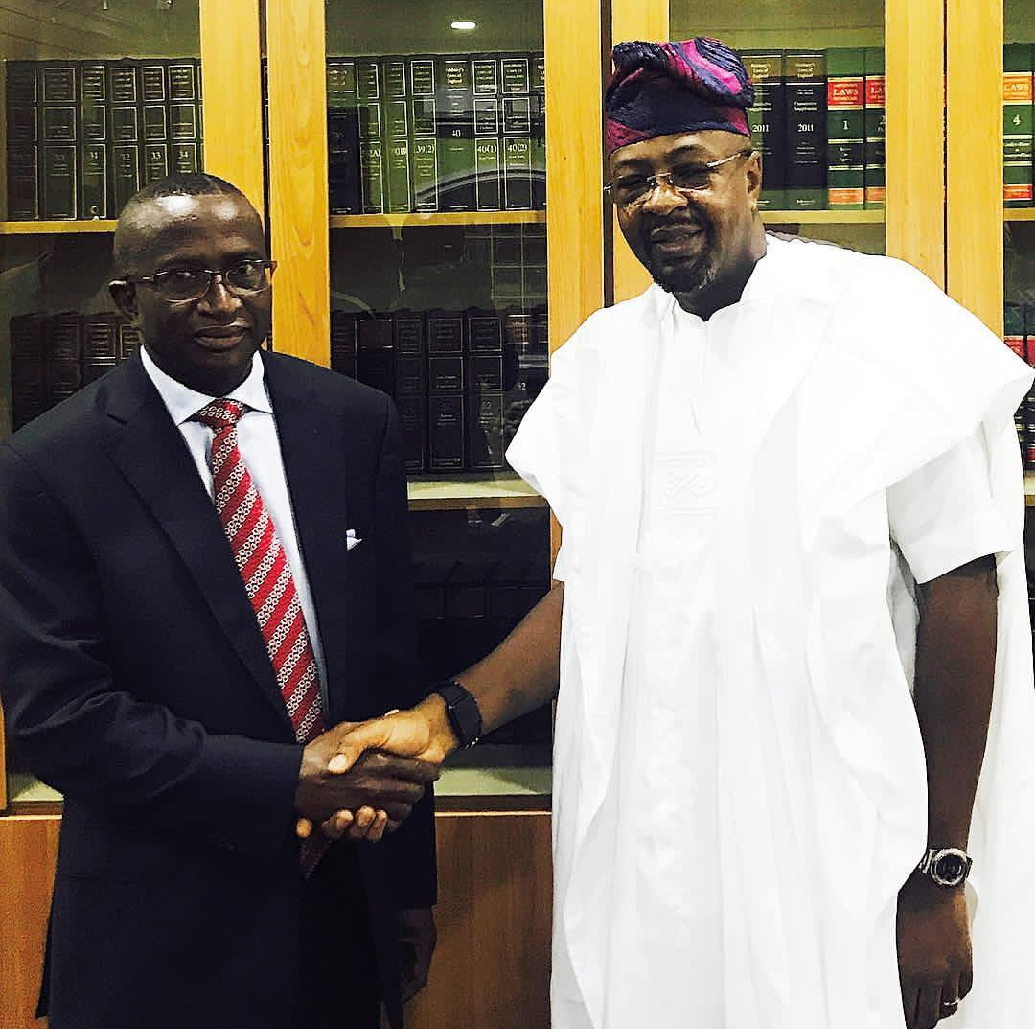
Senator Victor Ndoma-Egba mit Folorunsho Coker bei der Niger Delta Development Commission, Abuja, Nigeria.

Der Posten des Exekutivvorsitzenden des NDDC war Gegenstand zahlreicher Debatten. Man einigte sich auf einen Kompromiss, der vorsieht, dass der Posten in alphabetischer Reihenfolge innerhalb der neun Ölförderstaaten Abia, Akwa Ibom, Bayelsa, Cross River, Delta, Edo, Imo, Ondo und Rivers rotiert.
| Name                     | Post                                      | Amtszeit         |
| ------------------------ | ----------------------------------------- | ---------------- |
| Chiedu Ebie              | Vorsitzender des Verwaltungsrats          | 2023–Gegenwärtig |
| Victor Ndoma-Egba        | Vorsitzender des Verwaltungsrats          | 2016             |
| Emmanuel Audu-Ohwavborua | Amtierender Geschäftsführer/CEO           | 2022             |
| Mene Derek               | Geschäftsführer (Finanzen und Verwaltung) | 2016             |
| Adjogbe Samuel           | Geschäftsführer, Projekt                  | 2016             |
| Samuel Ogbuku            | Geschäftsführer                           | 2023-Gegenwärtig |
| Laureta Onochie          | Vorsitzender des Verwaltungsrats          | 2023             |
|                          |                                           |                  |

### Alleinverwalter
- Effiong Akwa, 2020–2022

Am 12. Dezember 2020 ernannte Präsident Buhari jedoch Effiong Akwa, einen Anwalt und Buchhalter, ehemaligen Sonderassistenten für Finanzen beim NDDC und ehemaligen amtierenden Exekutivdirektor für Finanzen, zum alleinigen Verwalter.
Am 20. Oktober 2022 ernannte der Präsident einen neuen amtierenden Geschäftsführer, Engr Emmanuel Audu-Ohwavborua, für die Niger Delta Development Commission.